# Liste der Monuments historiques in Le Rheu
Die Liste der Monuments historiques in Le Rheu führt die Monuments historiques in der französischen Gemeinde Le Rheu auf.

## Liste der Bauwerke
| Bezeichnung       | Beschreibung | Standort | Kennzeichnung | Schutzstatus | Datum | Bild           |
| ----------------- | ------------ | -------- | ------------- | ------------ | ----- | -------------- |
| Friedhofskreuz    |              | (Lage)   | PA00090757    | Inscrit      | 1946  | weitere Bilder |
| Kirche St-Melaine |              | (Lage)   | PA00090758    | Classé       | 1990  | weitere Bilder |

## Liste der Objekte
- Monuments historiques (Objekte) in Le Rheu in der Base Palissy des französischen Kultusministeriums